# Cavendishia chlamydantha
Cavendishia chlamydantha är en ljungväxtart som beskrevs av A. C. Smith. Cavendishia chlamydantha ingår i släktet Cavendishia och familjen ljungväxter. Inga underarter finns listade i Catalogue of Life.